# Revir (dokumentarfilm)
|  | Denne artikel er oprettet af botten Steenthbot ud fra en ekstern database. Den kan derfor have sproglige fejl eller mangler. Denne skabelon kan fjernes efter kontrol af indholdet. |

Revir er en dansk dokumentarfilm fra 2023 instrueret af Peter Hammer.

## Handling
Revir er en film om længsel mod et liv, man ikke får forærende.
Søskendeparret Susie og Sune har været overladt til hinanden siden barndommen. De køber sammen en gammel landejendom og omgiver sig med dyr, levende og døde, og i forskellige stadier af genopstandelse: Susie er zoologisk konservator, og Sune har besluttet sig for at støtte hende i hendes drøm om at skabe en forretning. Men de længes mod forskellige ting, og familien slår revner. Er søskendeforholdet nok? Eller er det for meget?

## Medvirkende
- Susie Baltzersen, Konservator
- Sune Baltzersen